# Léon Frapié
Léon Frapié (Paris, 1863 — 1949), foi um escritor francês.

## Obras
- L’Institutrice de province (1897)
- Marcelin Gayard (1902)
- La Maternelle (Prémio Goncourt 1904)[2]
- Les Obsédés (1904)
- L’Écolière (1905), recueil de contes
- La Boîte aux Gosses (1907)
- La Figurante (1908)
- Les Contes de la maternelle (1910)
- Les Contes de la guerre (1915)
- Les Bonnes Gens (1918)
- Nouveaux Contes de la maternelle (1919)
- Les Amies de Juliette (1922)
- Les Filles à marier (1923)
- La Divinisée (1927)
- Gamins de Paris -
- Les contes de Paris